# Vernoux-en-Vivarais
Vernoux-en-Vivarais je naselje in občina v jugovzhodnem francoskem departmaju Ardèche regije Rona-Alpe. Leta 2006 je naselje imelo 1.877 prebivalcev.

## Geografija
Kraj se nahaja v pokrajini Languedoc 40 km jugozahodno od Tournona.

## Uprava
Vernoux-en-Vivarais je sedež istoimenskega kantona, v katerega so poleg njegove vključene še občine Boffres, Chalencon, Châteauneuf-de-Vernoux, Saint-Apollinaire-de-Rias, Saint-Jean-Chambre, Saint-Julien-le-Roux, Saint-Maurice-en-Chalencon in Silhac s 3.670 prebivalci.
Kanton je sestavni del okrožja Tournon-sur-Rhône.